# Mário Machado de Lemos
Mário Machado de Lemos (Penedo, 4 de março de 1922 — 4 de março de 2003) foi um médico e político brasileiro.

## Biografia
Diplomou-se pela Faculdade de Medicina da Bahia. Em 1951 prestou concurso para o Ministério da Educação e Saúde, desmembrado dois anos depois. No campo da saúde pública, exerceu cargos de direção, nas esferas estadual, federal e internacional. Funcionário da Organização Mundial da Saúde (OMS), foi chefe da Organização Pan-Americana da Saúde (OPAS), em diversos países da América Latina. Supervisionou, no Chile, 32 projetos relacionados a problemas de saúde pública, educação médica e investigações científicas. Foi também representante da OPAS durante a III Conferência de Desenvolvimento da Comunidade, reunida em 1969. Em junho de 1972, tomou posse como Ministro da Saúde no Governo Emílio Médici, permanecendo no cargo até março de 1974.